# 7ª Mostra internazionale d'arte cinematografica di Venezia
La 7ª edizione della Mostra Internazionale d'Arte Cinematografica di Venezia (denominata 7ª Esposizione Internazionale d'Arte Cinematografica) si è svolta a Venezia, Italia, dall'8 agosto al 1º settembre del 1939. Questa edizione fu condizionata dal precipitare della situazione internazionale: ci furono numerose assenze e venne assegnata soltanto la Coppa Mussolini al film Abuna Messias di Goffredo Alessandrini. Come l'edizione precedente molti dei film sono di stampo propagandistico e, fino alla fine della guerra, la mostra verrà disertata dagli Stati Uniti d'America.

## Giuria internazionale
La giuria era così composta:
- Giuseppe Volpi (Italia) (presidente)
- Olaf Andersson (Svezia)
- Luigi Bonelli (Italia)
- Ottavio Croze (Italia)
- Antonio de Obregón (Spagna)
- Dino Falconi (Italia)
- F.T. Geldenhuys (Sudafrica)
- Neville Kearney (Gran Bretagna)
- Ernest Leichtenstern (Germania)
- Antonio Maraini (Italia)
- Ugo Ojetti (Italia)
- Vezio Orazi (Italia)
- Giovanni Paulucci di Calboli (Italia)
- Junzo Sato (Giappone)
- D.I. Suchianu (Romania)
- Zdenk Urban (Boemia)
- Louis Villani (Ungheria)
- Carl Vincent (Belgio)

## Film in concorso

### Argentina
- Come Margherita Gauthier (Margarita, Armando y su padre), regia di Francisco Múgica
- Cercasi moglie (Divorcio en Montevideo), regia di Manuel Romero
- De la sierra al valle, regia di Antonio Ber Ciani
- Ambición, regia di Adelqui Migliar
- Il bandito (El matrero), regia di Orestes Caviglia

### Belgio
- Congo, terre d'eaux vives, regia di André Cauvin (cortometraggio)
- L'Agneau Mystique de Van Eyck, regia di André Cauvin (cortometraggio)

### Boemia
- Humoreska, regia di Otakar Vávra
- Tulák Macoun, regia di Ladislav Brom
- Sklenice i chléb, regia di Jaroslav Tuzar (cortometraggio)

### Francia
- Dietro la facciata (Derrière la façade), regia di Yves Mirande e Georges Lacombe
- L'angelo del male (La Bête humaine), regia di Jean Renoir
- I prigionieri del sogno (La Fin du jour), regia di Julien Duvivier
- Alba tragica (Le jour se lève), regia di Marcel Carné
- Ragazze in pericolo (Jeunes filles en détresse), regia di Georg Wilhelm Pabst
- Ultima giovinezza (Dernière Jeunesse), regia di Jeff Musso
- Chartres, regia di André Vigneau (cortometraggio)
- Le Ski français, regia di Marcel Ichac e Raymond Ruffin (cortometraggio)

### Germania
- La vita del dottor Koch (Robert Koch, der Bekämpfer des Todes), regia di Hans Steinhoff
- Bel Ami - L'idolo delle donne (Bel Ami), regia di Willi Forst
- La squadriglia degli eroi (Pour le Mérite), regia di Karl Ritter
- Fasching, regia di Hans Schweikart
- Una inebriante notte di ballo (Es war eine rauschende Ballnacht), regia di Carl Froelich
- Il governatore (Der Gouverneur), regia di Viktor Tourjansky
- Guerra di donne (Lauter Lügen), regia di Heinz Rühmann
- Das Wort aus Stein, regia di Kurt Rupli (cortometraggio)
- Der Westwall, regia di Fritz Hippler e Hans Dieter Seiler (cortometraggio)
- Die Donau vom Schwarzwald dis Wien, regia di Otto Trippel (cortometraggio)
- Ewiges Werden, regia di Otto Trippel (cortometraggio)
- Fallschirmjäger, regia di E.K. Beltzig (cortometraggio)
- Flieger Zursee, regia di Martin Rikli (cortometraggio)
- Kärntnerland (cortometraggio)
- Kennt ihr das land in deutschen gauen, regia di Albert Kling (cortometraggio)
- Können Tiere denken?, regia di Fritz Heydenreich (cortometraggio)
- Kraft und Schwung (cortometraggio)
- Lippizaner, regia di Wilhelm Prager (cortometraggio)
- Münster, Westfalens schöne Hauptstadt, regia di Eugen York (cortometraggio)
- Räuber unter wasser, regia di Wolfram Junghans (cortometraggio)
- Schatzkammer Deutschlands, regia di Hans Cürlis (cortometraggio)
- Schiff 754, regia di Hans Heinrich (cortometraggio)
- Schff ohne klassen, regia di Hans Heinrich (cortometraggio)
- Sinfonie der Wolken, regia di Martin Rikli (cortometraggio)
- Sinnvolle Zwecklosigkeiten, regia di Fritz Heydenreich e Friederich Goethe (cortometraggio)
- Tragödien im Insektenreich, regia di Wolfram Junghans e Gero Priemel (cortometraggio)
- Unsere Artillerie, regia di Georg Muschner (cortometraggio)
- Wissenschaft weist neue Wege, regia di Martin Rikli (cortometraggio)

### Giappone
- Tsuchi, regia di Tomu Uchida
- Ani to sono imoto, regia di Yasujiro Shimazu
- Taiyo no ko, regia di Yutaka Abe
- Shanhai rikusentai, regia di Hisatora Kumagai
- La danza bugoku (cortometraggio)
- La fotografia che vede tutto (cortometraggio)
- Tokyo, Peiping, Chosen (cortometraggio)

### Gran Bretagna
- Le quattro piume (The Four Feathers), regia di Zoltán Korda

- The Mikado, regia di Victor Schertzinger
- Young Man's Fancy, regia di Robert Stevenson
- Black Gold (cortometraggio)
- Four and Twenty Fit Girls (cortometraggio)
- The Fern (cortometraggio)
- The Tough'Un, regia di Mary Field e Percy Smith (cortometraggio)
- This England (cortometraggio)

### Italia
- La grande luce, regia di Carlo Campogalliani
- Piccolo hotel, regia di Piero Ballerini
- Castelli in aria, regia di Augusto Genina
- Il sogno di Butterfly, regia di Carmine Gallone
- Abuna Messias, regia di Goffredo Alessandrini
- I grandi magazzini, regia di Mario Camerini
- Il pianto delle zitelle, regia di Giacomo Pozzi Bellini
- Castel Sant'Angelo, regia di Sandro Pallavicini (cortometraggio)
- Cinema di tutti i tempi, regia di Francesco Pasinetti (cortometraggio)
- Cinque minuti con la carta d'Europa, regia di Sandro Pallavicini (cortometraggio)
- Civiltà romana (cortometraggio)
- Criniere al vento, regia di Giorgio Ferroni (cortometraggio)
- Fiamme verdi, regia di Mario Damicelli (cortometraggio)
- L'attore, regia di Luigi Chiarini (cortometraggio)
- L'inquadratura, regia di Paolo Uccello e Renato May (cortometraggio)
- Oro bianco (cortometraggio)
- Pisicchio e Melisenda, regia di Ugo Saitta (cortometraggio)
- Ritorna la vita, regia di Domenico Paolella (cortometraggio)
- Sinfonie in bianco (cortometraggio)
- Vent'anni di arte muta, regia di Emilio Scarpa (cortometraggio)

### Paesi Bassi
- Veertig jaren, regia di Johan de Meester e Edmond T. Gréville
- Rijksmuseum (cortometraggio)
- The Sleeping Beauty, regia di George Pal (cortometraggio)
- South Sea Sweethearts, regia di George Pal (cortometraggio)

### Romania
- Bukovina, paese di monasteri, regia di Robert Alexander (cortometraggio)
- Țara Moților, regia di Paul Călinescu (cortometraggio)

### Slovacchia
- Houba za liskou, regia di Rudi Wild (cortometraggio)

### Sudafrica
- The Golden Harvest of the Witwa Tersand (cortometraggio)

### Svezia
- Man och kvinna, regia di Gunnar Skoglund e Pál Fejös
- Gläd dig i din ungdom, regia di Per Lindberg
- La baleniera dell'Antartide (Valfångare), regia di Anders Henrikson e Tancred Ibsen

### Svizzera
- L'Or dans la montagne, regia di Max Haufler
- Abenteuer in Marokko, regia di Leo Lapaire
- Alpenföhn, regia di August Kern (cortometraggio)
- Sonnige Jugend, regia di Auguste Kern (cortometraggio)
- Athènes, regia di Fred Surville (cortometraggio)
- Cyclades, regia di Fred Surville (cortometraggio)
- Péloponnèse, regia di Fred Surville (cortometraggio)
- Santorin, regia di Fred Surville (cortometraggio)

### Ungheria
- 5 óra 40, regia di André De Toth
- Bors István, regia di Viktor Bánky
- La caccia in Ungheria (cortometraggio)
- Le provincie del nord che sono ritornate, regia di László Cserépy (cortometraggio)
- Talenti primitivi in Ungheria, regia di Béla Paulini (cortometraggio)
- Te saxa loquuntur, regia di László Cserépy (cortometraggio)

### Uruguay
- ¿Vocación?, regia di Rina Massardi

## Premi
- Coppa Mussolini per il miglior film: Abuna Messias di Goffredo Alessandrini
- Coppa della Biennale: I prigionieri del sogno (La Fin du jour)
- Coppa della Biennale: La vita del dottor Koch (Robert Koch, der Bekämpfer des Todes)
- Coppa della Biennale: Le quattro piume (The Four Feathers)
- Coppa della Biennale: I prigionieri del sogno (La Fin du jour), La vita del dottor Koch (Robert Koch, der Bekämpfer des Todes) + Le quattro piume (The Four Feathers)
- Coppa della Biennale: Ai Film Svedesi in concorso, Gläd dig i din ungdom, Man och kvinna
- Coppa della Biennale: Ai Film Giapponesi in concorso
- Targa di bronzo: L'Agneau Mystique de Van Eyck
- Premio per la miglior fotografia: Ubaldo Arata per Ultima giovinezza (Dernière Jeunesse)
- Medaglia di segnalazione speciale: Bors István e Tulák Macoun
- Medaglia di bronzo di speciale segnalazione: Ragazze in pericolo (Jeunes filles en détresse)
- Medaglia di bronzo: Una inebriante notte di ballo (Es war eine rauschende Ballnacht)
- Medaglia di segnalazione: The Mikado e Veertig jaren